# Bundesstraße 408
Pour les articles homonymes, voir Route 408.
La Bundesstraße 408 est une Bundesstraße du Land de Basse-Saxe.

## Géographie
La route est relativement courte, 18 km, entièrement dans la zone urbaine de la ville de Haren.
Commençant à la frontière entre l'Allemagne et les Pays-Bas près de Rütenbrock, elle longe au sud le canal de Haren-Rütenbrock, croise l'A 31, continue comme une route de contournement au sud du centre-ville de Haren, traverse l'Ems et atteint la B 70 dans le quartier d'Emmeln.

## Histoire
La B 408 faisait autrefois partie de la B 402. Cependant, cette dernière fut détournée de Meppen-Borken en tant que contournement nord de Meppen en direction de Twist-Schöninghsdorf.
Dans les années 1960, la ligne Kaisersesch–Ulmen–Hasborn–Wittlich–Trèves–Landstuhl était établie sous le nom de B 408 jusqu'à ce qu'elle soit agrandie pour devenir l'A 48, l'A 1 et l'A 62.

## Source
- (de) Cet article est partiellement ou en totalité issu de l’article de Wikipédia en allemand intitulé « Bundesstraße 408 » (voir la liste des auteurs).

1. ↑  (de) « Mit zwei Haftbefehlen gesucht: Polizei schnappt Mann in Haren », Neue Osnabrücker Zeitung,‎ 3 mai 2021 (lire en ligne)